# Cornelis Vermeijs

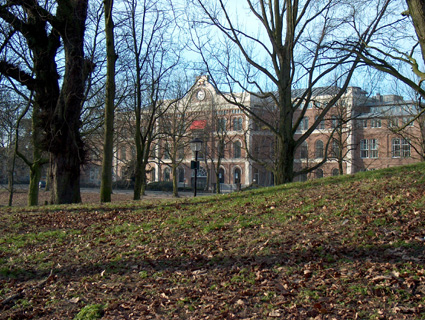
Enghlenschild, Catharijnesingel, Utrecht (ca. 1870)

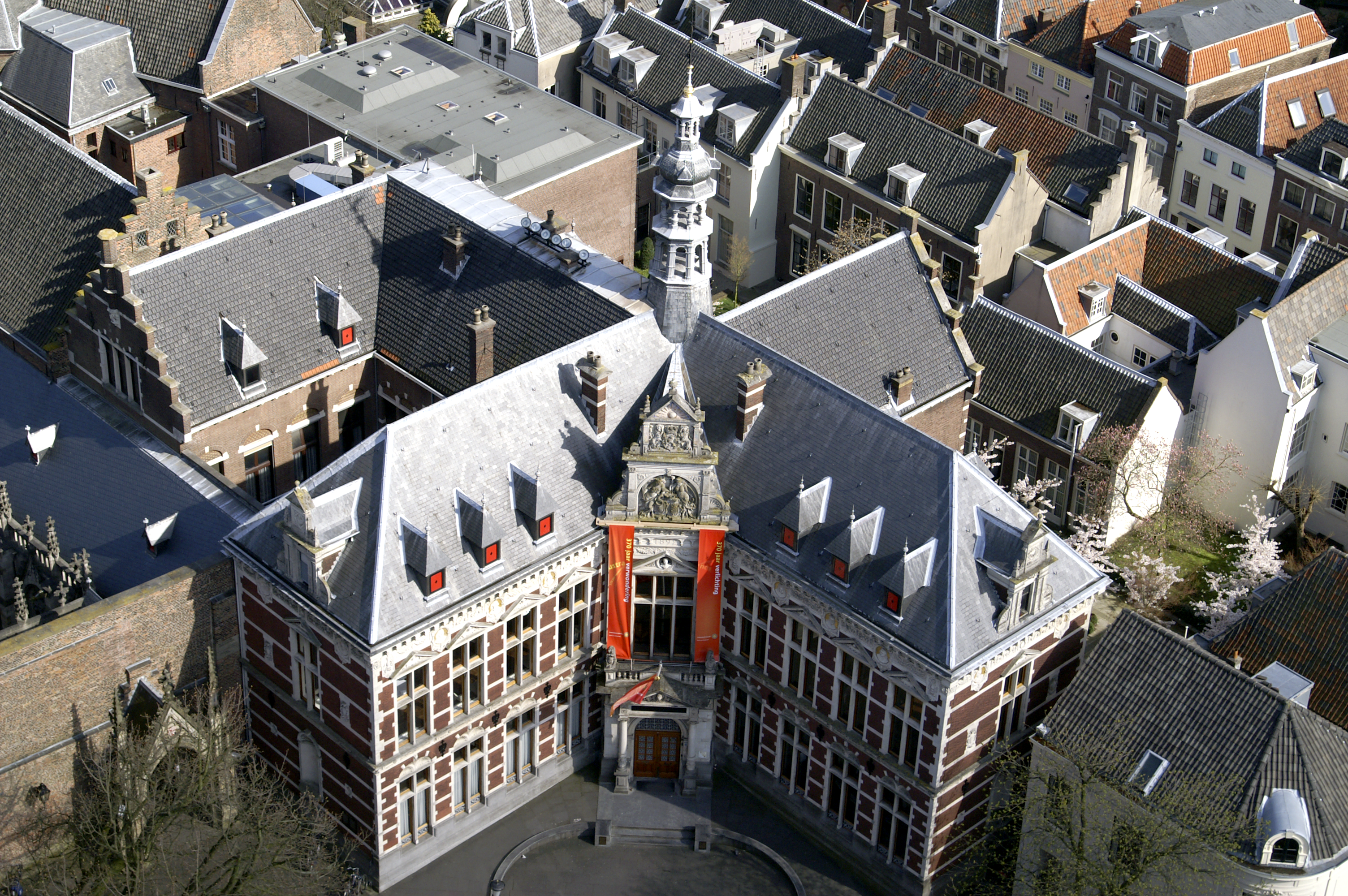
Academiegebouw, Domplein, Utrecht (1885-1891)

Cornelis Vermeijs, Vermeijs ook gespeld als Vermeys (Rotterdam, 13 oktober 1828 – 31 juli 1889) was een Nederlands architect en stedenbouwkundige en jarenlang directeur gemeentewerken van Utrecht.

## Leven en werk
Vermeijs volgde zijn eerste praktische opleiding bij de Rotterdamse architect Johan Frederik Metzelaar, bezocht later de stedelijke tekenschool en was daarna opzichter bij een katholieke kerk. Hij was in de jaren 1850 werkzaam als technisch ambtenaar onder ingenieur Fijnje bij de aanleg van de spoorlijn tussen Antwerpen en Rotterdam en deed daarna opmetingen en maakte ontwerpen voor de geplande Zeeuws-Limburgse spoorlijn. Weer later werkte hij bij de aanleg van de spoorlijnen van de Staatsspoorwegen.
Op 15 oktober 1860 werd hij benoemd tot architect-directeur van de gemeentewerken in Utrecht, waar drie decennia lang tal van belangrijke werken naar zijn ontwerp en onder zijn leiding tot stand kwamen, zoals het Algemeen Ziekenhuis (nu appartementencomplex Enghlenschild), het Stedelijk Gymnasium, de Rijks HBS, de HBS voor meisjes, de gebouwen van het Middelbaar Onderwijs en tal van lagere scholen. Ook was hij verantwoordelijk voor de uitbreiding van de gasfabriek, de verbetering van het rioleringsstelsel, de gebouwen van de gemeentereiniging en de verbreding van de Leidse Rijn. Verder zijn alle beweegbare bruggen die tijdens zijn directeurschap in Utrecht zijn aangelegd door hem ontworpen, maakte hij ontwerpen voor de aanleg van een aantal stadsdelen en ontwierp hij een uitbreidingsplan van de gemeente Utrecht.
Een van zijn laatste projecten was het Academiegebouw aan het Domplein dat hij in 1885 in samenwerking met architect Eugen Gugel ontwierp. Vermeijs moest echter zijn ontslag nemen vanwege een ziekte, waaraan hij op 31 juli 1889 op 60-jarige leeftijd overleed.

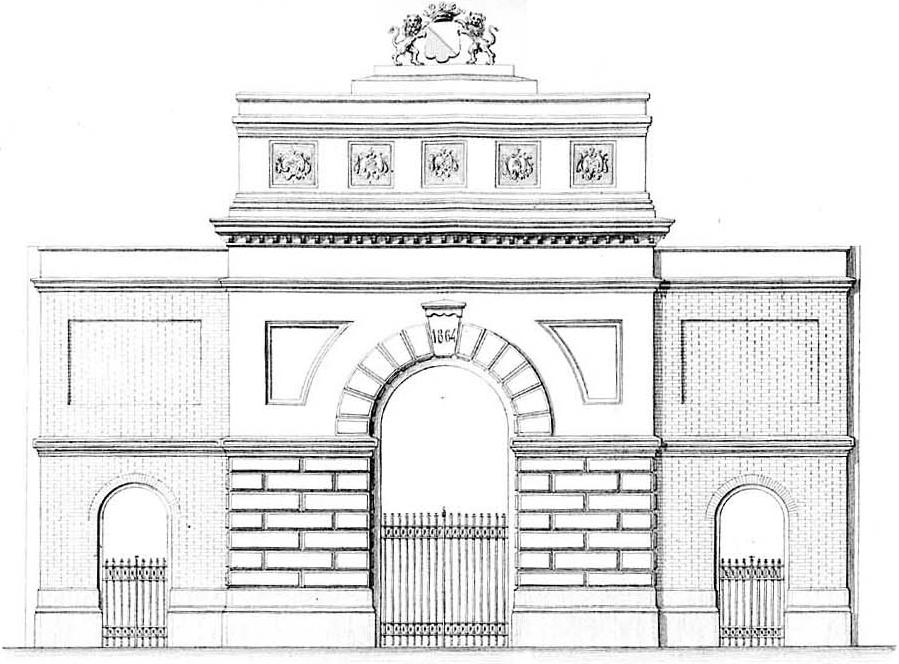
Overdekte markt voor boter, kaas en eieren, Utrecht, voorgevel. 1863-1864.

## Werken (behalve de al genoemde)
- Overdekte markt voor boter, kaas en eieren, Mariaplaats, Utrecht. 1863-1864. Verdwenen.
- Rijks-H.B.S., Molenstraat, Helmond (op advies van het Ministerie van Binnenlandse Zaken).

## Publicaties
- C. Vermeys (1865) ‘Overdekte markt voor boter, kaas en eijeren, te Utrecht’, Bouwkundige Bijdragen, 14e deel, pp. 299-302. Zie [dode link].
- C. Vermeys (1871) ‘Hoogere Burgerschool met vijfjarigen kursus te Utrecht’, Bouwkundige Bijdragen, Achttiende deel, pp. 23-26. Zie [dode link], [dode link] en [dode link].
- E. Gugel en C. Vermeijs (1 oktober 1887) ‘Het Universiteitsgebouw te Utrecht’, Bouwkundig Weekblad, 7e jaargang, nummer 40, pp. 241-247. Zie [dode link], [dode link], [dode link] en [dode link].